# Bernhard Grzimek
Bernhard Klemens Maria Hofbauer Pius Grzimek (24. dubna 1909 Nisa – 13. března 1987 Frankfurt nad Mohanem) byl německý přírodovědec, spisovatel a filmař. Vystudoval veterinární lékařství na Humboldtově univerzitě a pracoval na německém ministerstvu zemědělství, v letech 1945 až 1974 byl ředitelem frankfurtské zoologické zahrady. 
V roce 1947 byl obviněn za členství v NSDAP, sesazen s funkce ředitele zoo a klasifikován jako osoba určená k denacifikaci. V roce 1948 byl vynesen rozsudek o jeho nevině (v roce 1945 měl problémy s gestapem kvůli poskytování jídla Židům, po obsazení spojeneckou armádou byl Američany navržen na policejního ředitele ve Frankfurtu). Po osvobozujícím rozsudku se vrátil na místo ředitele zoo.
Angažoval se v ochraně zvířat v africkém národním parku Serengeti, kde natočil dokumentární film Serengeti darf nicht sterben (česky Ráj divokých zvířat), který získal v roce 1960 Oscara. Jeho nejbližším spolupracovníkem byl syn Michael Grzimek, který zahynul v roce 1959 při leteckém neštěstí. V roce 1978 si vzal za ženu vdovu po synovi Michaelovi a adoptoval i jejich dva syny.

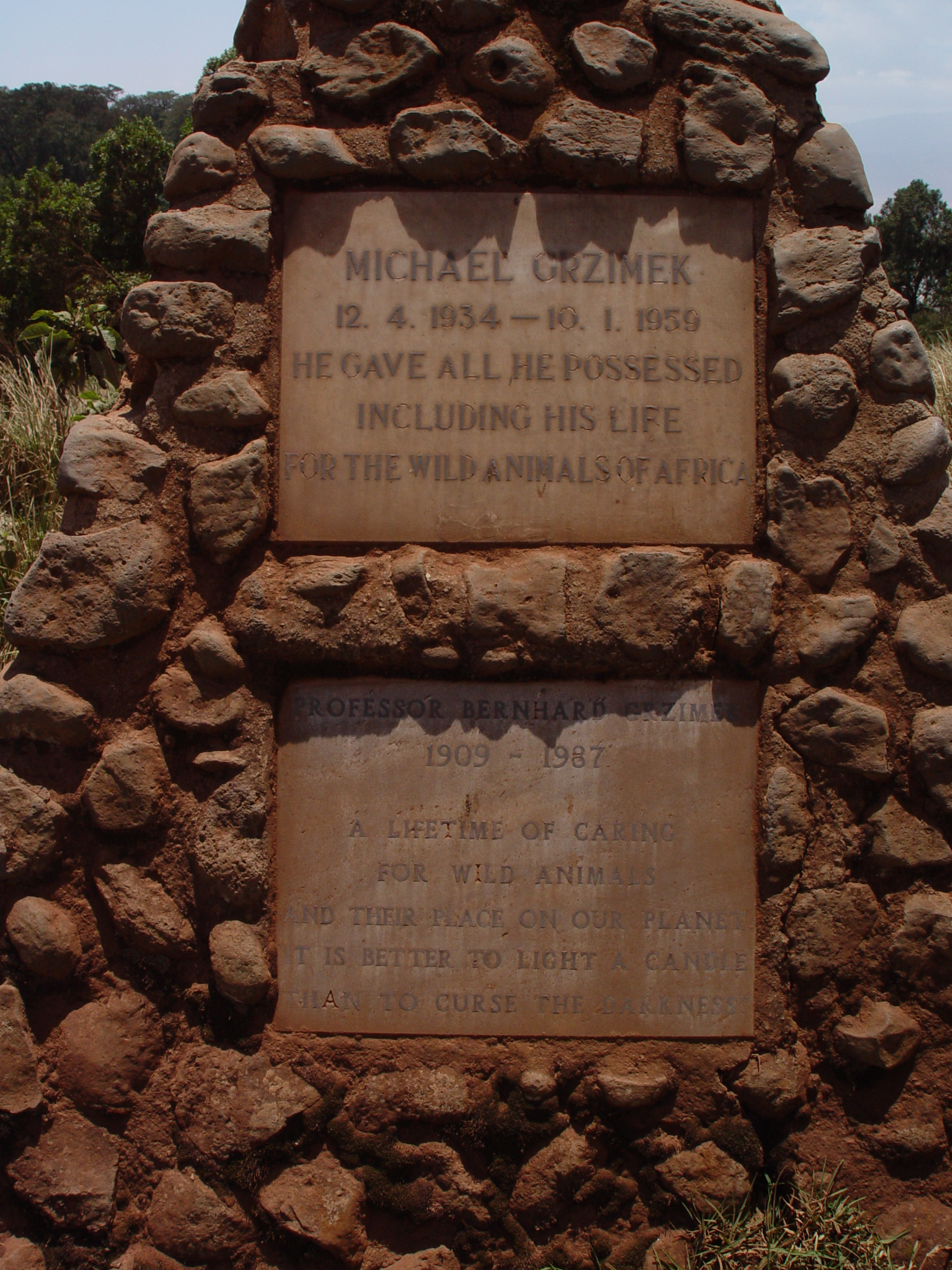
Deska na společném hrobě

Zemřel poté, co podlehl infarktu při sledování drezůry v cirkuse ve Frankfurtu nad Mohanem. Jeho popel byl uložen do kamenné mohyly na okraji kráteru Ngorongoro, kde byl pohřben jeho syn.

### Knihy přeložené do češtiny
- Taková jsme my zvířata (Wir Tiere sindsind ja gar nicht so, 1941, česky 1944)
- Ráj divokých zvířat (Serengeti darf nicht sterben, 1959, česky 1966 a 1969)
- Letadlem do země šimpanzů (Wir lebten mit den Baule, 1963, česky 1966)
- Čtvernozí Australané (Vierfüssige Australier), 1966, česky 1969)
- Ztracený ráj divokých zvířat (Wildes Tier Weisser Mann, 1965, česky 1972)